# Olivier Macia
Oliver Macia, noto anche con lo pseudonimo di Olmac (Casablanca, 14 novembre 1974), è un illusionista francese, specializzato nella micromagia close-up un genere di magia realizzato a poca distanza dal pubblico e illusionista di fama internazionale.

## Biografia
Ha iniziato la magia all'età di tredici anni quando vide un mago fare trucchi di micromagia (close-up) durante il matrimonio di suo fratello. Prima di iniziare la propria carriera, Olmac è stato formato da Jean-Pierre Vallarino al fine di diventare un mago professionista. Dal 2000, ha partecipato a numerosi concorsi e campionati di magia che gli hanno permesso di vincere numerosi trofei.
Particolarmente noto per le sue manipolazioni con le carte, ha creato molti DVD di formazione destinati ai maghi di tutto il mondo.
Olmac ha partecipato più volte ad avvenimenti quali il festival Juste pour rire di Montréal nel 2001 e 2002, dove fu specialmente ingaggiato per intrattenere gli ospiti VIP, il Magic stars a Monaco dal 1999, o ancora l'inaugurazione del profumo J'adore  di Christian Dior, e il Festival de Cannes.
Nel 2007 Olmac ha iniziato una serie di 250 episodi televisivi di 6 minuti ciascuno trasmessi dalla rete marocchina 2M dal titolo di Al camera assahira magic olmac. In Francia, ha partecipato più volte alla trasmissione televisiva Le Plus Grand Cabaret du monde di Patrick Sébastien in onda sulla rete France 2 nel 2009
.
Nel 2013 si è prodotto col suo One Man Show a Washington DC. Olmac è anche Presidente del club di magia di Nice L’Étoile magique. Nel 2015 ha presentato il suo numero di magia "Lumière Noire" in Cina in occasione di un'apparizione TV sulla rete CCTV. Lo stesso anno, ha rappresentato la Francia al campionato del mondo di magia tenutosi nel 2015 a Rimini.

## Titoli vinti
Close–up (micromagia)
- 1º Premio internazionale d’Italia Abano 2000[8][9]
- 1º Premio Mondovi 2000
- 1º Premio "Plus Grands Magiciens" 2001
- Premio nazional AFAP 2001 (Francia)
- 1º Premio "Les dauphins magiques" 2003
- 1º Premio "Colombe d’or" 2004
- 1º Premio "Cannes d’or" 2004
- Vice campione d’Europa 2006
- Vice campione d’Europa 2007
- Merit Award Macmillan London 2007
- 1º Premio Campionato d’Europa Blackpool 2008 (Londra)[10]
- 3º posto Close-up FISM Cina 2009[11]
- 1º Premio Excalibur Hôtel Las Vegas 2010

Scena
- 1º Premio Festival di Marrakech 2013
- 1º Premio Stand-up Show Las Vegas organizzato da Jeff Mc Bride 2015
- Premio "Baguette d'or" Festival de la magie Marrakech 2006[12]
- Premio Cannes d'or 2004
- Grand Prix Colombe d’or 2003